# Leiji Matsumoto

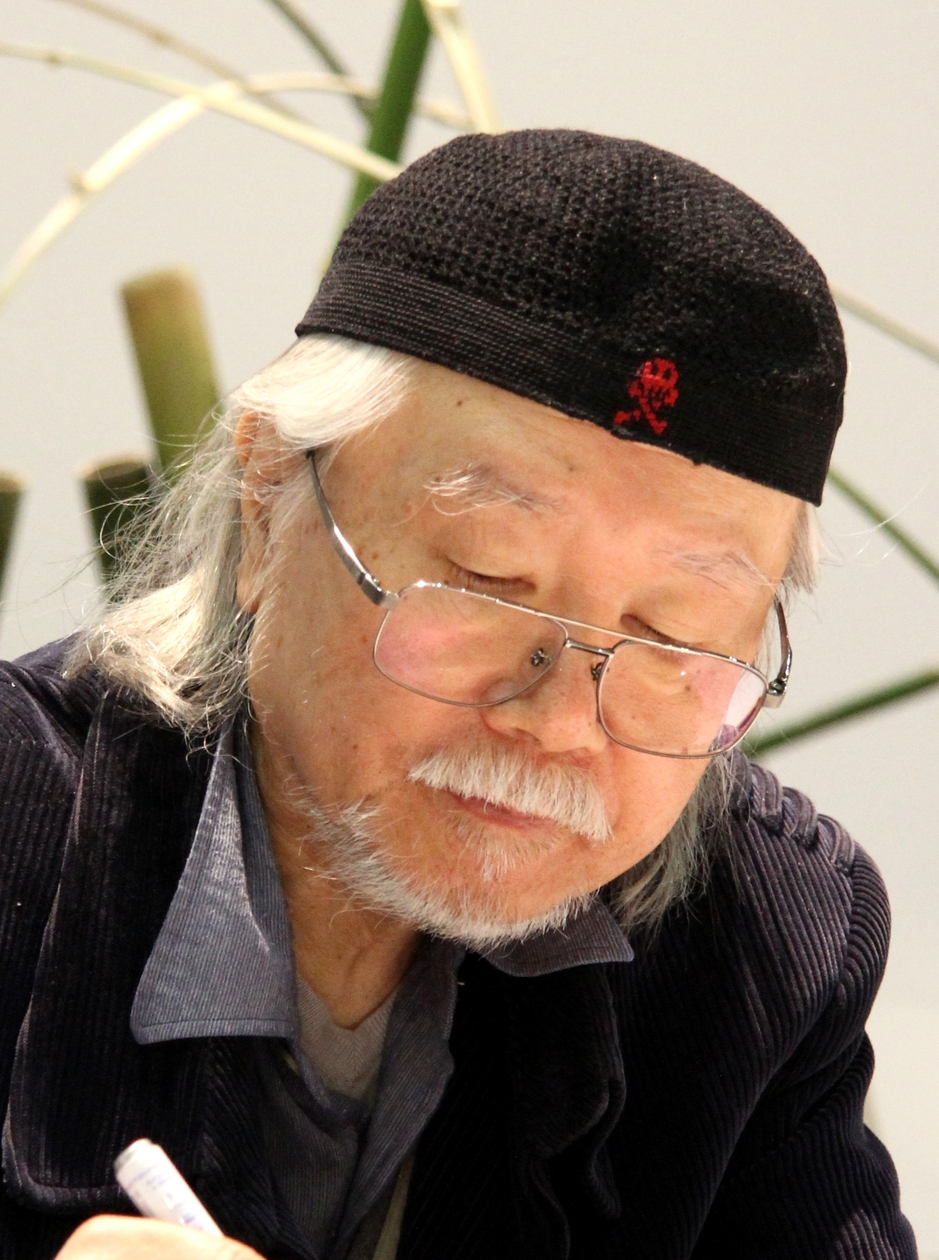
Leiji Matsumoto (2014)

Leiji Matsumoto (jap. 松本 零士, Matsumoto Reiji; * 25. Januar 1938 in Kurume; † 13. Februar 2023 in Tokio) ist ein Pseudonym des japanischen Mangakas und Regisseurs Akira Matsumoto (松本 晟 gelegentlich 松本 あきら, Matsumoto Akira), der vor allem durch seine Vielzahl von Space Operas bekannt wurde. Wichtige Werke seines Schaffens sind Captain Harlock, Ginga Tetsudō 999 oder Uchū Senkan Yamato.

## Leben
Sein Debüt als professioneller Manga-Zeichner machte er 1953, mit 15 Jahren, mit Mitsubachi no Bōken im Manga-Magazin Manga Shōnen, für das unter anderem auch Osamu Tezuka arbeitete. Während er zunächst ausschließlich Shōjo-Manga für Mädchen zeichnete, wechselte er in den 1960ern in das Genre der Shōnen-Manga. Diese handelten meist von Science Fiction und wurden zu großen Erfolgen, die oft auch in Anime verfilmt wurden. Bei einigen der Verfilmungen führte er selbst Regie oder übernahm andere Aufgaben in der Produktion.
Nach einer Idee Matsumotos entstand 2003 Interstella 5555 – The 5tory of the 5ecret 5tar 5ystem, eine Anime-Umsetzung der Musik der französischen Formation Daft Punk.
Matsumoto wurde mehrfach ausgezeichnet. Er erhielt 1972 den Kōdansha-Kulturpreis: Jidō-Manga Bumon für Otoko oidon, 1976 den Shōgakukan-Manga-Preis in der Kategorie Shōnen für Ginga Tetsudō 999 und eine Serie von Kriegsmanga und 2003 den Animation-Kōbe-Sonderpreis. Er erhielt 2001 die japanische Ehrenmedaille am violetten Band, 2010 den Kleinen Orden der Aufgehenden Sonne mit Rosette und 2012 den französischen Ordre des Arts et des Lettres in der Stufe eines Chevalier (Ritter). Der Asteroid (6565) Reiji ist nach ihm benannt.
Er war mit Maki Miyako, die ebenfalls Manga-Zeichnerin ist, verheiratet.

## Werke

### Manga (Auswahl)
- Mitsubachi no Bōken (蜜蜂の冒険, 1953)
- Otoko Oidon (男おいどん, 9 Bände)
- The Cockpit (ザ・コクピット za kokupitto, 8 Bände)
- Space Battleship Yamato (宇宙戦艦ヤマト Uchū Senkan Yamato, 1975–1980, 3 Bände)
- Ginga Tetsudō 999 (銀河鉄道999 Ginga Tetsudō 999, 1977–1981, 18 Bände)
- Captain Harlock (キャプテンハーロック kyaputen hārokku, 1977–1979, 5 Bände)
- Queen Emeraldas (クイーン・エメラルダス kuīn emerarudasu, 2 Bände)
- Die Königin der tausend Jahre (1000年女王 Sennen Joō, 1980–1983, 5 Bände)
- Hard Metal (ハードメタル hādo metaru, 1986–1989, 3 Bände)

### Anime (Auswahl)
- Arcadia of my Youth (わが青春のアルカディア Waga seishun no Arcadia, 1982, Drehbuch)
- Interstella 5555 – The 5tory of the 5ecret 5tar 5ystem (2003, Design)

## Verfilmungen
Viele der von ihm erstellten Manga spielen innerhalb einer eigenen Welt, deren Entwicklung sich durch viele seiner Werke zieht und eine Kausalkette bildet. Dazu gehören folgende auf dieser Welt beruhende OVAs, Serien und Filme:
- The Cockpit
- Die Königin der tausend Jahre (Shin Taketori Monogatari Sennen Joō)
- Space Battleship Yamato (Uchū Senkan Yamato)
- Arcadia of my Youth
- Arcadia of My Youth: Endless Orbit SSX
- Ginga Tetsudō 999 (Ginga Tetsudō 999)
- Galaxy Express 999 Eternal Fantasy
- Die Abenteuer des fantastischen Weltraumpiraten Captain Harlock (Uchū Kaizoku Captain Harlock)
- Queen Emeraldas
- Cosmowarrior Zero